# Gonzalo Melero
Gonzalo Julián Melero Manzanares (Madrid, 2 de gener de 1994), conegut esportivament com a Melero, és un futbolista espanyol que juga com a migcampista al CD Leganés.

## Trajectòria
Melero es va formar en les categories inferiors del Reial Madrid, on va passar onze anys arribant a debutar amb el Reial Madrid Castella la temporada 2014-15. En aquell mercat d'hivern, el jugador va ser transferit a la SD Ponferradina, en la qual va romandre un any i mig. Durant la temporada 2015-16 en Segona Divisió, Melero va disputar 1.873 minuts repartits en 28 partits marcant un gol davant el Bilbao Athletic.
El juliol de 2016, la SD Huesca fitxa el madrileny, que es converteix així en el novè fitxatge oficial del club. El jugador signaria per una temporada amb l'equip d'Osca.
En la seva primera temporada a Osca, Melero rendeix a un gran nivell i ajuda el club a classificar-se pel play-off d'ascens a Primera. Gonzalo disputa 39 partits en els quals marca 7 gols.
El juliol de 2019 és traspassat al Llevant UE per quatre temporades. Inicia la temporada 2019-20 ingressant habitualment des de la banqueta de suplents per reforçar el mig del camp.
L'1 de setembre de 2022, va acordar un contracte de quatre anys amb la UD Almeria també a la primera divisió.